# Colostygia suplata
Colostygia suplata är en fjärilsart som beskrevs av Freyer 1840. Colostygia suplata ingår i släktet Colostygia och familjen mätare. Inga underarter finns listade i Catalogue of Life.